# Цзоу Цян
Цзо́у Цян (кит. упр. 邹强, пиньинь Zōu Qiáng; род. 13 августа 1991, Ичунь, Хэйлунцзян) — китайский кёрлингист.
В составе мужской сборной Китая участник зимних Олимпийских игр 2022 (заняли пятое место), четырёх чемпионатов мира (лучший результат — пятое место в 2017), пяти Тихоокеанско-азиатских чемпионатов (лучший результат — чемпионы в 2014), чемпион зимних Азиатских игр 2017. В составе юниорской мужской сборной Китая чемпион Тихоокеанско-азиатского чемпионата среди юниоров 2013.
Играет на позициях третьего и четвёртого.

## Достижения
- Кубок мира по кёрлингу 2018/2019: серебро (финал).
- Тихоокеанско-азиатский чемпионат по кёрлингу: золото (2014), серебро (2016, 2017, 2018), бронза (2019).
- Зимние Азиатские игры: золото (2017).
- Тихоокеанско-азиатский чемпионат по кёрлингу среди юниоров: золото (2013).

## Команды
| Сезон   | Четвёртый   | Третий                               | Второй       | Первый        | Запасной                         | Тренер                                 | Турниры                                                       |
| ------- | ----------- | ------------------------------------ | ------------ | ------------- | -------------------------------- | -------------------------------------- | ------------------------------------------------------------- |
| 2012—13 | Цзоу Цян    | Шао Чжилинь                          | Zhang Tianyu | Liang Shuming | Лин Чжи                          | Ma Yongjun                             | ТАЧЮ 2013                                                     |
| 2014—15 | Цзан Цзялян | Цзоу Дэцзя                           | Ба Дэсинь    | Цзоу Цян      | Ван Цзиньбо                      | Ли Хунчэнь                             | ТАЧ 2014                                                      |
| 2016—17 | Лю Жуй      | Сюй Сяомин                           | Цзоу Цян     | Цзан Цзялян   | Tianyu Zhang                     | Марсель Рок                            | ТАЧ 2016                                                      |
| 2016—17 | Лю Жуй      | Сюй Сяомин                           | Ба Дэсинь    | Цзан Цзялян   | Цзоу Цян                         | Марсель Рок                            | ЗАИ 2017 · ЧМ 2017 (5 место)                                  |
| 2017—18 | Цзоу Дэцзя  | Цзоу Цян                             | Сюй Цзинтао  | Шао Чжилинь   | Ма Яньлун                        | Марсель Рок                            | ТАЧ 2017 · ЧМ 2018 (12 место)                                 |
| 2018—19 | Цзоу Цян    | Ван Чжиюй (ТАЧ, ЧМ) Цзян Дунсюй (КМ) | Шао Чжилинь  | Сюй Цзинтао   | Цзян Дунсюй (ТАЧ) Ба Дэсинь (ЧМ) | Чжан Чжипэн, Даниэль Рафаэль (ТАЧ, ЧМ) | ТАЧ 2018 · КМ 2018/19 (2 этап) (5 место) · ЧМ 2019 (11 место) |
| 2018—19 | Ба Дэсинь   | Цзоу Цян                             | Ван Чжиюй    | Сюй Цзинтао   | Цзан Цзялян                      | Сюй Сяомин                             | КМ 2018/19 (финал)                                            |
| 2019—20 | Цзоу Цян    | Ван Чжиюй                            | Тянь Цзяфэн  | Сюй Цзинтао   | Хань Пэн                         | Сёрен Гран, Марко Мариани              | ТАЧ 2019                                                      |
| 2020—21 | Цзоу Цян    | Тянь Цзяфэн                          | Ван Чжиюй    | Сюй Цзинтао   | Хань Пэн                         | Сёрен Гран                             | ЧМ 2021 (14 место)                                            |
| 2021—22 | Ма Сююэ     | Цзоу Цян                             | Ван Чжиюй    | Сюй Цзинтао   | Цзян Дунсюй                      | Пейя Линдхольм                         | ЗОИ 2022 (5 место)                                            |
| 2023—24 | Ма Сююэ     | Цзоу Цян                             | Ван Чжиюй    | Тянь Цзяфэн   | Ли Чжичао                        | Лю Жуй                                 | ПКЧ 2023 (9 место)                                            |

(скипы выделены полужирным шрифтом)

## Частная жизнь
Не женат.
Начал заниматься кёрлингом в 2003 году, в возрасте 11 лет.